# Schönau an der Brend
Pour les articles homonymes, voir Schönau.
Schönau an der Brend est une commune de Bavière (Allemagne), située dans l'arrondissement de Rhön-Grabfeld, dans le district de Basse-Franconie.